# 娇美马蹄吸虫
娇美马蹄吸虫（学名：Maritrema gratiosum）为微茎科马蹄属的动物。分布于全球性以及中国大陆的广东湛江市等地，营寄生生活，终末宿主包括有鸥、鹬等各种鸟类以及寄生在肠道。